# Švošov
Švošov (in ungherese Sósó) è un comune della Slovacchia facente parte del distretto di Ružomberok, nella regione di Žilina.